# スピタメネス
スピタメネス（ギリシャ語: Σπιταμένης, ラテン文字転写: Spitaménēs、古代ペルシア語: 𐎿𐎱𐎡𐎫𐎶𐎴, ラテン文字転写: Spitamana、紀元前370年頃 - 紀元前328年）は、アケメネス朝ペルシア時代のソグディアナ、バクトリアの豪族で、ソグド人の将軍。ダレイオス3世の死後ベッソスとともにアレクサンドロス大王に敵対したが、その後ベッソスを裏切って彼をアレクサンドロスに引渡し降伏した。その後更にアレクサンドロスに反旗を翻したが最後は暗殺された。

## 来歴
スピタメネスはアケメネス朝時代のソグディアナ、バクトリアの豪族であった。紀元前331年のガウガメラの戦いでアレクサンドロス率いるマケドニア王国軍によってペルシア軍が破れるとバクトリアの総督であったベッソスはダレイオス3世を暗殺し自ら王を称した。
スピタメネスはベッソスとともにアレクサンドロスに対抗したが、ベッソスは呆気なく敗れてバクトリアを追われ、スピタメネスも彼とともにソグディアナに逃走した。そこで仲間のオクシュアルテスとともにベッソスを捕らえ、彼の身柄をアレクサンドロスに引渡して降伏した。
その後アレクサンドロスはマラカンダ（現サマルカンド）を占領、更にシルダリヤ川方面へと向かったが、スピタメネスは間もなく反乱を起こした（紀元前329年）。アレクサンドロスはシルダリヤ川近辺の現地人との戦いで重傷を負いつつもこれを平定してアレクサンドリア・エスタタ市を建設していたが、スピタメネス反乱の知らせを受けて将軍パルヌケスに鎮圧の命令を出した。
スピタメネスはマラカンダを包囲したがパルヌケス率いるマケドニア軍が救援のために送られたことを知ると包囲を解いた。その後、深追いしてきたパルヌケス軍歩兵2,000、騎兵300を全滅させ、勝利を収めた。この敗戦の報告を受けたアレクサンドロスは、部下に対し敗北の知らせを外部に漏らさないように指示を出すと、自らマラカンダ奪回へと向かった。しかしスピタメネスはソグディアナに残り、紀元前328年にバクトリアを攻撃したがバクトリアのサトラップであるフリュギアのアルタバゾスに撃退された。その後スピタメネスはアレクサンドロスとの直接衝突を避け、その到着前にマラカンダを引き払って行方をくらました。

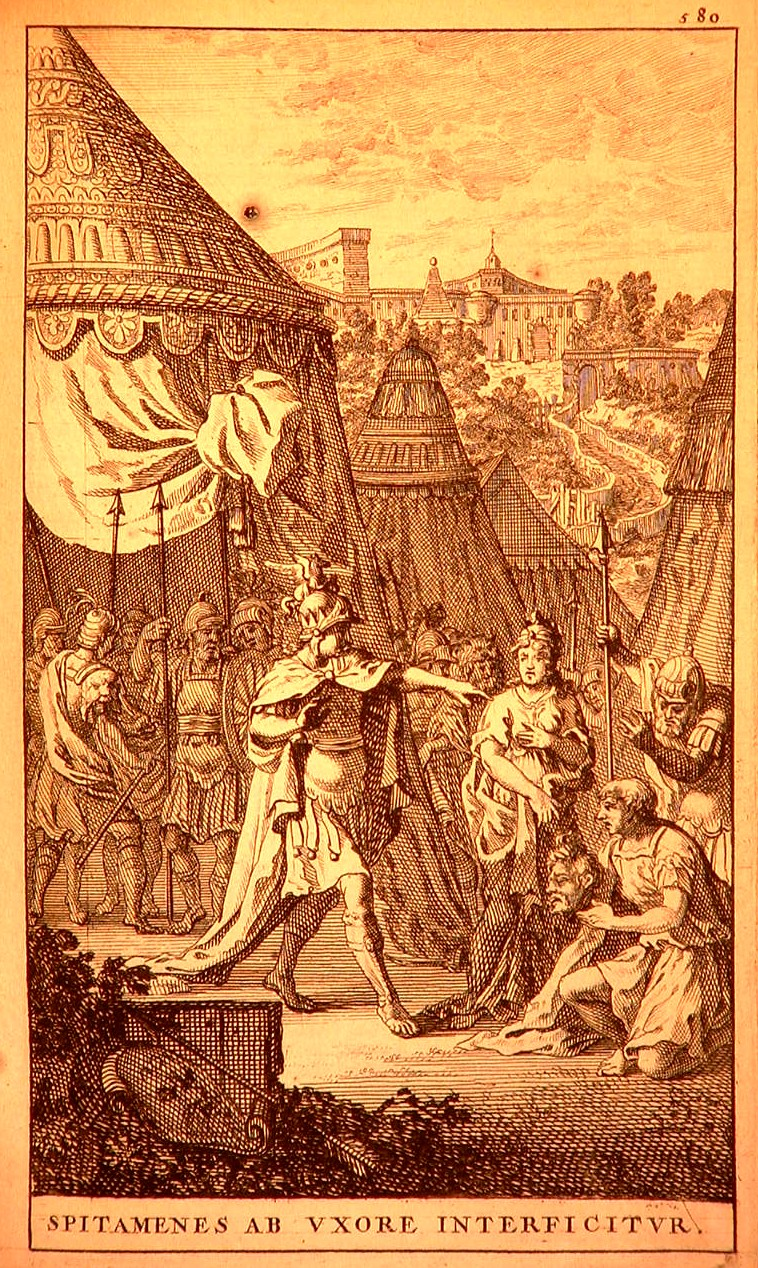
スピタメネスの首級を献上されるアレクサンドロス

その後、スピタメネスはスキタイ人やマッサゲタイ人などと同盟を結び、ソグディアナ各地の都市住民を組織して軍事力を保持し、アレクサンドロスが占領地に残したマケドニアの守備隊などを襲撃して周った。そして追討軍が現れると、或いは現れる前にただちに撤退するという戦法で1年以上にわたってマケドニア軍を撹乱した（これらの戦法は遊牧民のそれと同じであり、彼の軍勢に多数の遊牧民が参加していたことを示唆する）。
アレクサンドロスはこれに対し、新たにギリシア人傭兵部隊を増援に迎えて兵力を確保するとともにキュロポリスなど抵抗した都市に対しては占領後完全に破壊し住民を強制移住させるという方法で鎮圧戦を行った。また、スキタイ人に対しても切り崩しの工作が行われた。更にアレクサンドロス指揮下の将軍達もスピタメネスの反乱鎮定に大規模に動員されるようになり、これによってスピタメネスの活動範囲は次第に縮小していった。
そして紀元前328年、マケドニアの将軍クラテロスとの戦いで致命的な敗北を喫し、スピタメネスの勢力は大きく減退した。さらにスピタメネスは328年の12月にガバイの戦いでアレクサンドロスの将軍コイノスに敗れる。
アレクサンドロスの追撃から逃亡を繰り返したが、最後は逃走に疲れた妻によって暗殺されたとも、味方によって暗殺されたとも言われる。どちらにせよその首は紀元前328年にアレクサンドロスに差し出された。

## 子孫
スピタメネスはアパメーという娘がいた。アパメーはセレウコス1世と紀元前324年2月に結婚した。セレウコス1世はアレクサンドロスの最も重要な将軍であり、後にディアドコイとなる。この夫婦は後にセレウコス朝の統治者となるアンティオコス1世を授かった。幾つかの都市は彼女の名誉にちなんでアパメアと名付けられた。

## 創作
スピタメネスはスティーブン・プレスフィールドによる小説『The Afghan Campaign』（アフガニスタン戦役）にて中心人物ではあるが、間接的に登場する。この作品の中でスピタメネスは生来の狡猾な軍事司令官としての才能が描かれている。この小説は主にスピタメネスによるソグド人の蜂起が鎮圧される過程が描かれている。この作品ではスピタメネスは妻によって首を刎ねられたとは描写されていない。彼は同盟国のマッサゲタイに捕えられた後、首を刎ねられて平和を求めるためにアレクサンドロスの元に首を差し出された。マッサゲタイはアレクサンドロスが侵攻する予定の国であった。